# Comuna Komarivka, Brodî
Komarivka (în ucraineană Комарівка) este o comună în raionul Brodî, regiunea Liov, Ucraina, formată din satele Antosea, Kizea, Komarivka (reședința), Korsiv și Mîtnîțea.

## Demografie
Componența lingvistică a comunei Komarivka
     Ucraineană (99,77%)
     Alte limbi (0,08%)
Conform recensământului din 2001, majoritatea populației comunei Komarivka era vorbitoare de ucraineană (99,77%), existând în minoritate și vorbitori de alte limbi.